# Тетраплатинапентаевропий
Тетраплатинапентаевропий — бинарное неорганическое соединение
платины и европия
с формулой Pt4Eu5,
кристаллы.

## Получение
- Сплавление стехиометрических количеств чистых веществ:

{\displaystyle {\mathsf {4Pt+5Eu\ {\xrightarrow {1055^{o}C}}\ Eu_{5}Pt_{4}}}}

## Физические свойства
Тетраплатинапентаевропий образует кристаллы
ромбической сингонии,
пространственная группа P nma,
параметры ячейки a = 0,7703 нм, b = 1,5217 нм, c = 0,7982 нм, Z = 4,
структура типа пентасамарийтетрагермания Ge4Sm5
.
Соединение образуется по перитектической реакции при температуре 1055°С .